# Ханеневка 2-я
 Ханенёвка 2-я — село в Базарно-Карабулакском районе Саратовской области в составе городского поселения Свободинское муниципальное образование.

## География
Находится на расстоянии примерно 20 километров по прямой на север от районного центра поселка Базарный Карабулак.

## История
Официальная дата основания 1790 год. К 1830 году здесь было учтено 86 дворов. В канун отмены крепостного права в Ханенёвке в 124 дворах проживало 762 человека. К 1911 году в селе открылась земская школа, в том же году была выстроена церковь в честь Казанской иконы Божией Матери. В поздний советский период Ханенёвка числилась в колхозе имени Кирова.

## Население
Постоянное население составляло 156 человек в 2002 году (русские 85%) , 120 в 2010.